# Movimento eclesial
Movimentos eclesiais são agrupamentos de fiéis da Igreja Católica organizados de acordo com as dioceses ou independentemente, previstos no Código de Direito Canônico. Os movimentos eclesiais podem ou não ter estatuto próprio. Existem de vários modos, de acordo com uma necessidade local da Igreja ou mesmo do tempo em que vivem. Os movimentos caracterizam-se por agirem com mais liberdade do que as associações de fiéis (privadas ou públicas) tanto no agir pastoral quanto na participação de novos membros.